# Vima Takto
Vima Takto byl jedním z prvních králů Kušánské říše, která se nacházela v období starověku na území severní Indie a centrální Asie. Vládl přibližně v letech 80–90.
Dlouhou dobu byl Vima Takto znám jako „bezejmenný král“, jelikož nalezené dobové mince o něm neposkytovaly dostatek informací. Až nález kamenné desky v Rabataku s genealogií kušánských králů pomohla zařadit Vimu Takta do historického kontextu. Jeho říše pokrývala území severozápadní Indie a Baktrie. O Vimovi Taktovi se zmiňují čínské záznamy v souvislosti s jeho otcem Kudžúlou Kadphisem. Později nalezené nápisy označují Vimu Takta za praotce Huvišky.